# Fitzalania bidwillii
Fitzalania bidwillii là loài thực vật có hoa thuộc họ Na. Loài này được (Benth.) Jessup, Kessler & Mols mô tả khoa học đầu tiên năm 2007.